# Dag Hopen
Dag Hopen (6 kwietnia 1961 w Tønsbergu) – norweski kolarz szosowy, brązowy medalista mistrzostw świata.

## Kariera
Największy sukces w karierze Dag Hopen osiągnął w 1983 roku, kiedy wspólnie z Hansem Petterem Ødegårdem, Terje Gjengaarem i Tomem Pedersenem zdobył brązowy medal w drużynowej jeździe na czas na mistrzostwach świata w Altenrhein. Był to jednak jedyny medal wywalczony przez niego na międzynarodowej imprezie tej rangi. W tej samej konkurencji Norwegowie z Hopenem w składzie zajęli też dziesiąte miejsce na rozgrywanych rok wcześniej mistrzostwach świata w Goodwood. W 1984 roku wystartował na igrzyskach olimpijskich w Los Angeles, gdzie w drużynie ponownie był dziesiąty.